# Брачиљано
Брачиљано (итал. Bracigliano) је насеље у Италији у округу Салерно, региону Кампанија.
Према процени из 2011. у насељу је живело 5375 становника. Насеље се налази на надморској висини од 301 м.

## Становништво
| 2011. |
| ----- |
| 5.439 |